# Frank Robert

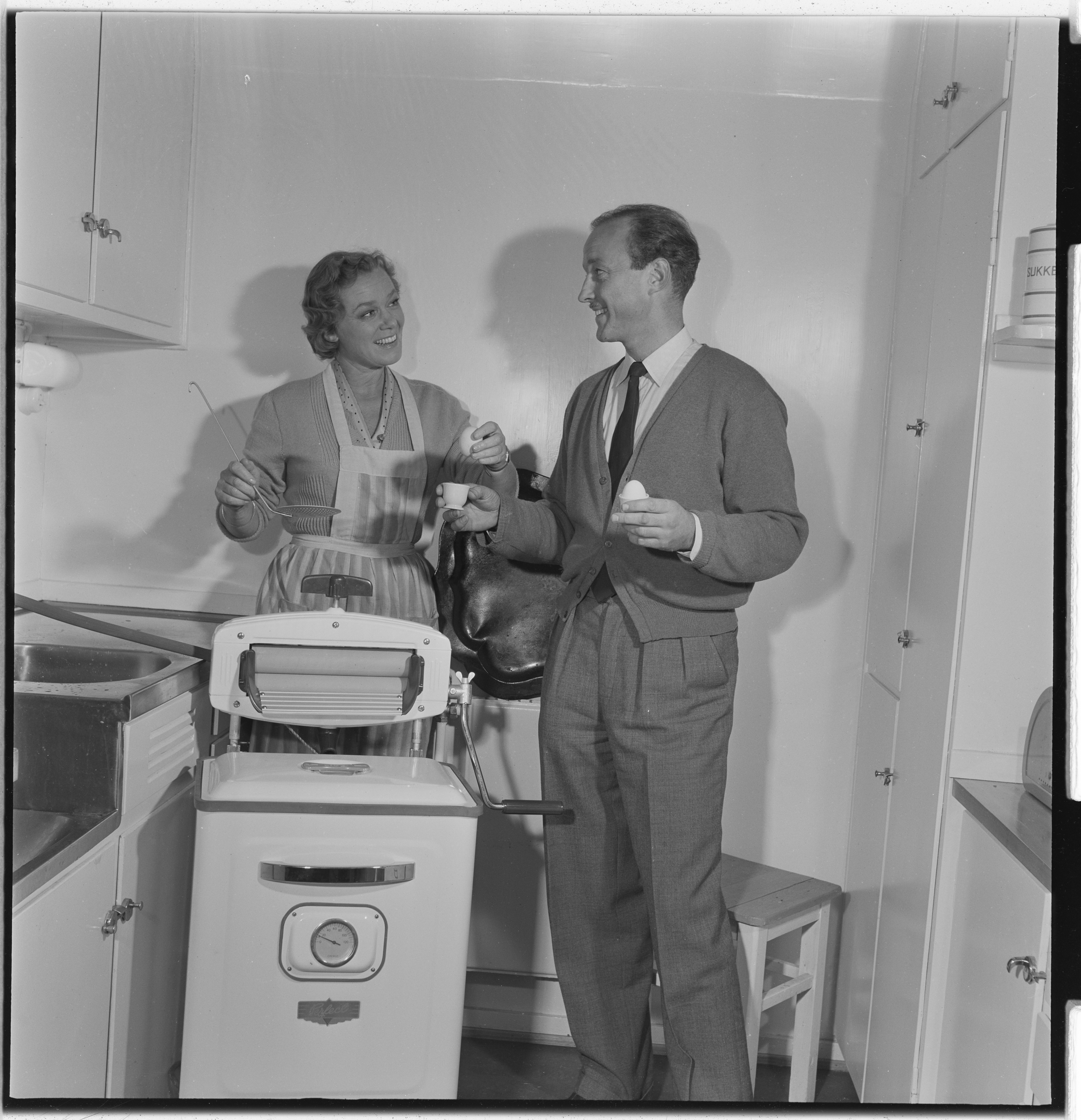
Frank Robert y Randi Brænne en 1955

Frank Robert (12 de octubre de 1918 – 13 de julio de 2007) fue un actor, cantante y bailarín de nacionalidad noruega.

## Biografía
Su nombre completo era Frank-Robert Olstad, y nació en Oslo, Noruega. La carrera de Frank Robert abarcó la revista, la comedia, la opereta, el teatro del absurdo, el teatro moderno y el teatro clásico, para este último interpretando obras de Ibsen y Strindberg. Debutó en el Carl Johan Teatret de Oslo en 1939. Entre 1944 y 1958 desempeñó gran número de papeles principales en obras representadas en el Centralteatret. Al mismo tiempo actuó para el cine y trabajo en radio teatro. Llegó a convertirse en una estrella radiofónica gracias a su papel de Dickie Dick Dickens en diferentes series de Radioteatro emitidas en los años 1960 y 1970. 
Desde 1958 a 1962, y más tarde desde 1968 a 1989, estuvo comprometido con el Teatro nacional de Oslo. Allí interpretó divertidos personajes en piezas como La importancia de llamarse Ernesto y Gerts have, pero también hizo papeles serios como el del Pastor Manders en Espectros. Su último papel en el Teatro Nacional fue el del Tío Onkel Severin en På solsiden en 1999.
Actuó en varias películas, siendo sobre todo conocido por su doble papel del actor Teddy Winter y ornitólogo en Fjols til fjells (1957), así como el de Knekten en películas de la serie Olsenbanden. Además, fue actor de voz en algunas producciones, entre ellas Flåklypa Grand Prix (1975), encarnando a Reodor Felgen. También trabajó en el programa Televimsen en la televisión noruega (1963 a 1968), dando su voz a un personaje de dibujos animados. 
Robert hizo varias grabaciones populares en los años 1950 y 1960, entre ellas «Bamsens fødselsdag», de Thorbjørn Egner en 1952, y «Gresshoppen og valmuen» en 1953. También hizo lecturas radiofónicas para la Norsk Rikskringkasting, entre ellas la del libro Las brujas, de Roald Dahl.
Obtubo el Premio de la Crítica Teatral en 1973/1974 y en 2005 fue galardonado con el premio honorífico Leif Juster. 
Frank Robert falleció en Oslo en el año 2007. Había estado casado con la actriz Randi Brænne (1911-2004), y fue padrastro del actor John Yngvar Fearnley (1940).

## Filmografía
- 1941: Kjærlighet og vennskap
- 1946: To liv
- 1947: Fun and fancy free (voz)
- 1952: Trine
- 1953: Flukt fra paradiset
- 1956: På solsiden
- 1957: Fjols til fjells
- 1963: Freske fraspark
- 1964: Klokker i måneskinn
- 1964: Televimsen (voz)
- 1974: Olsenbanden møter Kongen & Knekten
- 1975: Flåklypa Grand Prix (voz)
- 1979: Ridder Runde og hans kamp mot drager og baroner (TV)
- 1980: Arme, syndige menneske
- 1980: Den som henger i en tråd (TV)
- 1983: La Navidad de Mickey (voz)
- 1985: Hustruer - ti år etter
- 1990: Herman
- 1992: Linnea i malerens hage (voz)
- 1998: Solan, Ludvig og Gurin med reverompa (voz)
- 1999: Olsenbandens siste stikk

## Radio Teatro
Lista de actuaciones de Radioteatro con la Norsk Rikskringkasting
- 1959: Jorden rundt på 80 dager
- 1960: De forsvunne dokumenter
- 1960: Pengeutpresseren
- 1962: Dickie Dick Dickens
- 1965: Dickie Dick Dickens
- 1967: Manøver Mord
- 1970: Hvorfor senatorens frue glemte sin forlovelsesdag
- 1970: Symfoni i knall
- 1970: Hvem i all verden er hvem
- 1970: Krøll med kuler og kakao
- 1973: Så bortfører vi litt
- 1975: Millionærdatter kidnappet
- 1976: Et lys som av tusen soler
- 1976: Hverdag i Chicago
- 1977: Farlige Hvetebrødsdager
- 1980: Huggtann
- 1983: Morderen uten ansikt
- 1987: Lev farlig
- 1988: Fredløs blant de døde
- 1992: Skatten på Sjørøverøya
- 1998: Den hemmelighetsfulle X